# بارناباس کالینز
بارناباس کالینز (انگلیسی: Barnabas Collins) شخصیتی تخیلی است. این شخصیت نقش برجسته ای در سریال روزانه سایه‌های تاریک از ای‌بی‌سی است که از سال ۱۹۶۶ تا ۱۹۷۱ پخش شد. بارناباس یک خون‌آشام ۱۷۵ ساله در جستجوی خون تازه و عشق از دست رفته خود، ژوزت است. این شخصیت که در ابتدا توسط جاناتان فرید، بازیگر کانادایی بازی می‌شد، در تلاش برای احیای رتبه‌های شاخص این نمایش معرفی شد و در ابتدا تنها یک دوره کوتاه ۱۳ هفته ای داشت. او به دلیل محبوبیت و افزایش سریع رتبه در برنامه حفظ شد و عملاً ستاره این نمایش شد.
بازیگر آمریکایی، جانی دپ نیز این نقش را در سال ۲۰۱۲ در فیلم سایه‌های سیاه ساختهٔ تیم برتون ایفا کرد.
تی‌وی گاید بارناباس کالینز شماره ۸ را در فهرست سال ۲۰۱۳ خود شامل ۶۰تا از بدترین شرور تمام دوران در سال ۲۰۱۳ نامگذاری کرد.